# (37364) 2001 UW118
2001 UW118 (asteroide 37364) é um asteroide da cintura principal. Possui uma excentricidade de 0.15281780 e uma inclinação de 5.55837º.
Este asteroide foi descoberto no dia 22 de outubro de 2001 por LINEAR em Socorro.